# Sean Longstaff
Sean David Longstaff (Newcastle, 1997 október 30. –) angol labdarúgó, középpályás, a Leeds United játékosa.

## Pályafutása

### Klubcsapatokban
Longstaff pályafutását a Newcastle United utánpótlás csapatában kezdte. 2017-ben kölcsönben szerepelt a skót élvonalbeli Kilmarnock csapatában. 2017 júliusában a Newcastle United kölcsönadta a Blackpool csapatának, ahol egy évet töltött el. 
Longstaff játékával meggyőzte Rafael Benítez vezetőedzőt, ezért 2018 novemberében új, négyéves szerződést kapott a klubtól. Egy Liverpool elleni győztes FA-kupa-mérkőzésen debütált a Newcastle United első csapatában 2018 decemberében.
Első Premier League-gólját 2019. február 26-án szerezte, egy Burnley elleni mérkőzésen, amit 2–0-ra megnyertek csapatával. 2019 márciusában térdszalag sérülést szenvedett, ezért a 2018–19-es szezon hátralevő részében nem tudott pályára lépni.
2025. július 18-án a Leeds United szerződtette.

## Magánélete
Fiatalabb testvére, Matthew Longstaff korábban szintén a Newcastle United labdarúgója volt, de 2024-ben a Toronto csapatába igazolt. Apja, David Longstaff válogatott brit jégkorongjátékos, aki több mint 100 alkalommal szerepelt a nemzeti csapatban, a Whitley Warriors játékos-edzője.
Longstaff apja egy a BBC-nek adott interjúban kijelentette, hogy Sean és Matthew a Newcastle United örökös rajongói.

## Statisztika
Frissítve: 2019 február 27.
|                      |                |                      |               |           |               |         |               |          |               |       |               |          |
| Klub                 | Szezon         | Bajnokság            | Bajnokság     | Bajnokság | FA-Kupa       | FA-Kupa | Ligakupa      | Ligakupa | Egyéb         | Egyéb | Összesen      | Összesen |
| Klub                 | Szezon         | Bajnokság            | Pályára lépés | Gól       | Pályára lépés | Gól     | Pályára lépés | Gól      | Pályára lépés | Gól   | Pályára lépés | Gól      |
| Newcastle United     | 2016–17        | Championship         | 0             | 0         | 0             | 0       | 0             | 0        | 0             | 0     | 0             | 0        |
| Newcastle United     | 2018–19        | Premier League       | 8             | 1         | 2             | 1       | 1             | 0        | 0             | 0     | 11            | 2        |
| Newcastle United     | Összes         | Összes               | 0             | 0         | 0             | 0       | 0             | 0        | 0             | 0     | 0             | 0        |
| Kilmarnock (kölcsön) | 2016–17        | Scottish Premiership | 16            | 3         | 1             | 0       | 0             | 0        | 0             | 0     | 17            | 3        |
| Blackpool (kölcsön)  | 2017–18        | League One           | 42            | 8         | 1             | 0       | 1             | 0        | 1             | 1     | 45            | 9        |
| Karrier összes       | Karrier összes | Karrier összes       | 66            | 12        | 2             | 0       | 1             | 0        | 1             | 1     | 73            | 14       |

## Sikerei, díjai
- Newcastle United
  - Angol ligakupa: 2024–25

## Fordítás
Ez a szócikk részben vagy egészben  a   Sean Longstaff című angol Wikipédia-szócikk fordításán alapul.  Az eredeti cikk szerkesztőit annak laptörténete sorolja fel. Ez a jelzés csupán a megfogalmazás eredetét és a szerzői jogokat jelzi, nem szolgál a cikkben szereplő információk forrásmegjelöléseként.